# Crazy (EP)
Pour les articles homonymes, voir Crazy.
Albums de 4Minute
4Minute World
(2014) Act. 7
(2016)
Singles
1. Cold Rain
Sortie : 26 janvier 2015
2. Crazy
Sortie : 9 février 2015

Crazy est le sixième mini-album du girl group sud-coréen 4Minute. Il est sorti le 9 février 2015 avec les singles promotionnels Crazy et Cold Rain.

## Promotion
Le 26 janvier, Cube Entertainment annonce que 4Minute fera une pré-sortie avec le titre Cold Rain, c'était la première fois que le groupe sortait une ballade comme titre. Le 29 janvier, 4Minute annonce que le second titre-phare est Crazy et que leur sixième mini-album aura le même nom.
Le 9 février, le clip vidéo de Crazy est mis en ligne,.

## Liste des titres
| 1.    | Crazy (미쳐; Michyo)                          | Kim Hyun-a                                    | Seo Jae-woo, Big Ssancho, Son Young-jin       | 03:10 |
| 2.    | Cut It Out (1철만 하시죠; Ilcheolman Hasijyo) | Misfyt                                        | Seo Jae-woo, Im Kwang-wook, Ryan Kim, Mistazo | 03:21 |
| 3.    | Tickle Tickle Tickle                          | Kwon So-hyun, rap par Big Ssancho             | Adam Kulling, Alice Gernandt                  | 03:05 |
| 4.    | Stand Out                                     | Jeon Ji-yoon, Big Ssancho                     | Jeon Ji-yoon, Big Ssancho                     | 03:39 |
| 5.    | Show Me                                       | Big Ssancho, rap par Kim Hyun-a, Kwon So-hyun | Seo Jae-woo, Son Young-jin, Lee Brian D       | 03:09 |
| 6.    | Cold Rain (추운 비; Chuun Bi)                 | Son Young-jin, Cho Seong-ho                   | Son Young-jin, Cho Seong-ho                   | 03:39 |
| 20:06 |                                               |                                               |                                               |       |

## Classement
4Minute se positionne à la 2e place du Billboard World Digital Sales et à la 1re place du Billboard World Album Sales.
| Classement                   | Meilleure position |
| ---------------------------- | ------------------ |
| Gaon Weekly album chart      | 2                  |
| Gaon Monthly album chart     | 4                  |
| Billboard World Albums Chart | 1                  |